# Chemische Fabrik Helfenberg
Die Chemische Fabrik Helfenberg war eine 1869 gegründete Chemiefabrik in Helfenberg, einem heutigen Ortsteil im Osten von Dresden. Seit 1898 Aktiengesellschaft, stellte das Unternehmen besonders Heftpflaster, pharmazeutische Präparate und Medikamente her. Nach der Enteignung 1951 wurde der Betrieb im Rheinland weitergeführt und 1974 von Byk Gulden übernommen. Der Standort in Grevenbroich ist heute Teil des Altana-Konzerns.

## Lage
Die Gebäude der Chemischen Fabrik Helfenberg befinden sich im Helfenberger Grund in der Gemarkung Helfenberg in der zu Dresden gehörenden Ortschaft Schönfeld-Weißig. Sie stehen im unteren Bereich dieses Kerbtals knapp 1 km vor der Einmündung des Helfenberger Bachs in die Elbe. Die Gebäude liegen zwischen den Ortsteilen Pappritz und Rockau und grenzen an den Stadtteil Niederpoyritz.

## Geschichte

### Vorgeschichte
Bereits im ausgehenden Mittelalter bestand an der Stelle der späteren Chemiefabrik eine wassergetriebene Mühle. Sie zählte zum örtlichen Rittergut und war somit im Besitz der Helfenberger Schlossherren. Diese Getreidemühle wurde, da sie zeitweise auch direkt dem im Dresdner Residenzschloss ansässigen sächsischen Herrscherhof unterstand, als Hofemühle bezeichnet. Im Jahr 1764 wurde sie verkauft. Im 19. Jahrhundert arbeitete sie schließlich als Papiermühle; das Mühlgebäude wurde kurz nach seiner Rückübertragung an das Rittergut 1895 abgerissen.
Im Auftrag der Sächsischen Hypothekenversicherungsanstalt übernahm der aus Unterfranken stammende Chemiker Eugen Dieterich, ein Schüler Justus von Liebigs, diese in Liquidation gegangene Papierfabrik im Jahr 1869 als Verwalter und sollte sie zu einer Chemiefabrik umwandeln. Er gründete 1869 die Chemische Fabrik Helfenberg und stellte hier zunächst Kunstdärme, Pergamentpapier und andere Spezialpapiere her. Die endgültige Abwicklung des Unternehmens mündete 1872 in ihren Verkauf.

### Gründung und Entwicklung zur Zeit des Kaiserreichs
Im Jahr 1872 kaufte Eugen Dieterich gemeinsam mit Eduard Schnorr von Carolsfeld, einem Verwandten des Malers Julius Schnorr von Carolsfeld, die ehemalige Papierfabrik auf. Dies stellt die eigentliche Gründung des Unternehmens dar. Bis zum Rückzug Schnorr von Carolsfelds aus diesem Geschäft im Jahr 1890 hatte der Betrieb zwei Gesellschafter; anschließend übernahm Dieterich die damalige Chemische Fabrik in Helfenberg bei Dresden komplett.
Auf dem Mühlengrundstück ließen die Inhaber ein Laboratorium errichten. Dort stellten sie zunächst das Heft- und Kautschukpflaster mit der Bezeichnung Helfenberg her. In der Folgezeit kamen viele weitere pharmazeutische und medikamentöse Erzeugnisse hinzu. Dazu zählen verschiedene Tinkturen und Elixiere wie beispielsweise Eisen- und Eiweißpräparate sowie das Helfenberger Brausepulver.
Die Herstellung solcher Produkte rief den Protest etablierter Apotheker hervor, die in dem sich rasch vergrößernden Unternehmen eine unzulässige Konkurrenz sahen. Der Unternehmensgründer und Chemiker Eugen Dieterich hingegen, der selbst viele neue Präparate entwickelte, erwarb sich währenddessen immer mehr Anerkennung als Industrieller und Wissenschaftler. Er gab die Fachzeitschrift Helfenberger Annalen heraus und nahm regelmäßig an Fachkongressen teil. Am Unternehmensstandort ließ er sich eine großzügige Fabrikantenvilla errichten.
Am Ende des 19. Jahrhunderts überließ Dieterich die Geschäftsführung seinen Söhnen Karl und Hans. Hans, der ältere von beiden, übernahm die kaufmännische und der promovierte Karl die wissenschaftlich-technische Leitung. Am 22. Dezember 1898 wandelten die Brüder das Unternehmen in eine Aktiengesellschaft um. Das fortan unter Chemische Fabrik Helfenberg A. G. geführte Unternehmen beschäftigte zeitweise mehr als 250 Arbeiter und unterhielt Niederlassungen in London, Paris, New York City und Antwerpen.
Nach der Jahrhundertwende gehörten auch eine eigene Druckerei zur Herstellung der Verpackungsmaterialien, eine Tischlerei, ein eigenes Wasser- und Elektrizitätswerk sowie eine Poststelle für den Versand der Erzeugnisse zu der Fabrik. Der Unternehmensgründer Eugen Dieterich verstarb am 15. April 1904 in Helfenberg. Die Straße vom Fabrikgelände nach Niederpoyritz ist heute nach ihm benannt.

### Entwicklung in der Zwischenkriegszeit

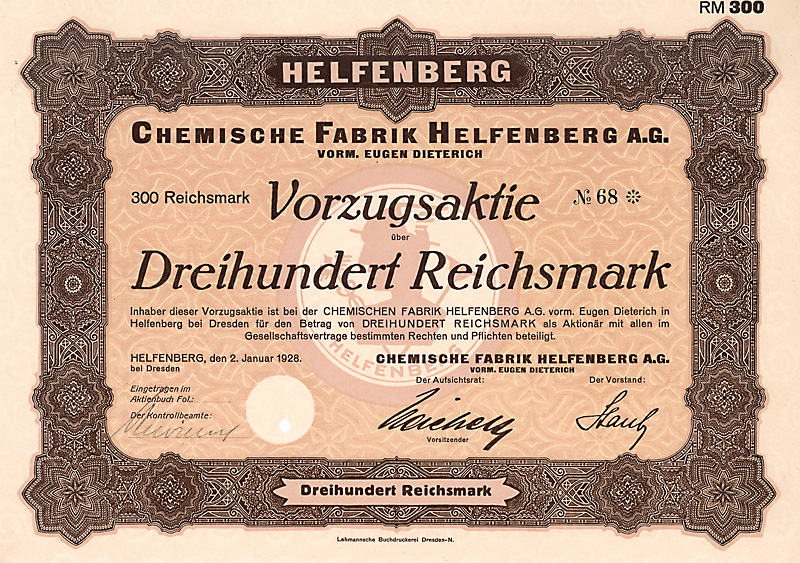
Vorzugsaktie über 300 RM der Chemischen Fabrik Helfenberg AG, 1928

Die mittlerweile europa- und weltweit exportierende Chemische Fabrik Helfenberg A. G. – der Unternehmensname (Firma) war teilweise noch mit dem Zusatz vorm. Eugen Dietrich versehen – legte nach dem Ersten Weltkrieg in ihrer Tradition als Papierhersteller ein verstärktes Augenmerk auf die Herstellung von Tapeten. Im Jahr 1921 kaufte sie folgende Unternehmen hinzu:
- Tapetenfabrik Coswig GmbH, Brockwitz
- Tapetenfabrik zu Porz vor Köln GmbH, Urbach
- Chemische Gesellschaft Rhenania mbH, Wevelinghoven, spezialisiert auf Tapetenfarben

In dieser Zeit wurden jedoch auch weiterhin verschiedenste chemisch-pharmazeutische Präparate hergestellt, zum Beispiel die Markenprodukte Antacid, Farnotän-Bandwurmmittel, Pneumarol, Blutan und viele mehr.

### Enteignung und Verlegung in die Bundesrepublik
Nach dem Zweiten Weltkrieg und der Gründung der DDR erfolgte die Verstaatlichung größerer Unternehmen und Konzerne beziehungsweise derer in der vormaligen SBZ gelegenen Betriebsteile. Die Chemische Fabrik Helfenberg AG wurde 1951 enteignet und in einen Volkseigenen Betrieb umgewandelt. Zwei Jahre später verlagerte sie die Produktion aus dem Stammwerk in Helfenberg an ihren Standort Wevelinghoven bei Düsseldorf.
Im Jahr 1974 ging die Chemiefabrik in Wevelinghoven, das ein Jahr später zu einem Stadtteil Grevenbroichs wurde, durch einen Aktientausch der Varta AG in der Byk Gulden Lomberg Chemische Fabrik GmbH auf. Heute befindet sich hier der Standort der ACTEGA Rhenania GmbH, einer Tochter des Altana-Konzerns.

### Nachnutzung des Standorts Helfenberg

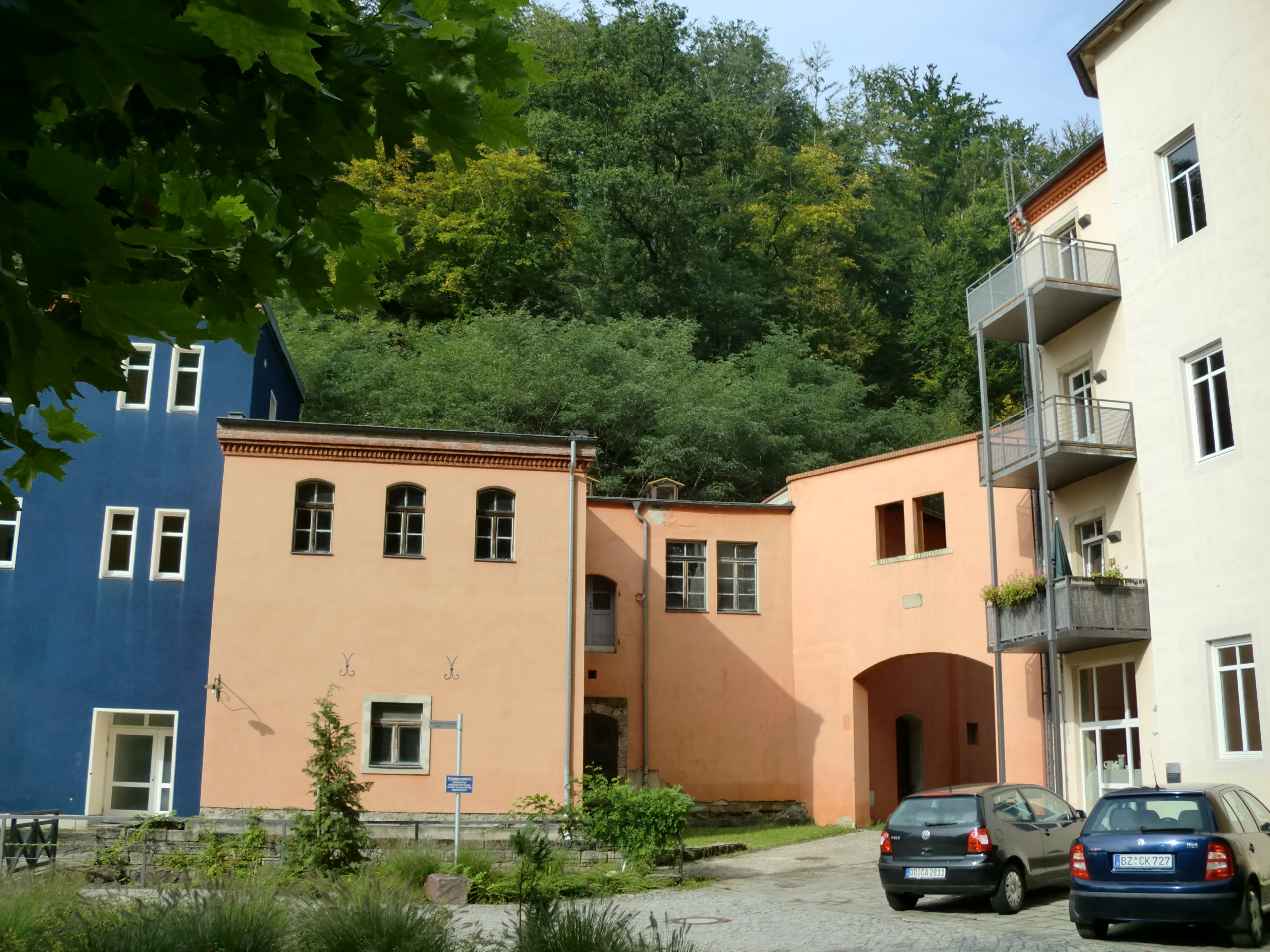
Heutiges Aussehen nach Umbau und Sanierung, 2010

Nach der Enteignung produzierte der nunmehrige VEB Chemische Fabrik Helfenberg, umgangssprachlich als die Chemische bezeichnet, im Gelände des Stammwerks weiter. Ab 1955 Betriebsteil des VEB Pentacon, stellte das Werk auf die Bedürfnisse der Fotoapparateherstellung um. Nach der Wende stand der Komplex zunächst leer.
Die Industriebrache wurde 1997 von einem Design-Unternehmen erworben, das bis heute der Hauptnutzer ist. Anschließend erfolgte eine umfassende Sanierung und Rekonstruktion der Gebäude, die 1999 mit dem Sächsischen Staatspreis für Architektur und Bauwesen gewürdigt wurde. Im gleichen Jahr entstand in hier ein Kunst- und Wohnprojekt, in dem Designer, Werbegrafiker und ein Designmöbelhandel untergebracht waren; das Unternehmen ging 2001 in Konkurs. In erster Linie ist das Gelände heute ein Standort für Künstler, Handwerk und Dienstleistungen, beherbergt aber auch Ferienwohnungen. Außerdem lebt und wohnt hier der Dresdner Maler Max Uhlig.